# Баранець лісовий (Скрипунові)
Баранець лісовий (Arhopalus ferus (Mulsant, 1839)  — вид жуків з родини Скрипунових.

## Поширення
Баранець лісовий — західнопалеарктичний вид палеарктичного комплексу. Ареал охоплює практично всю Європу, Близький Схід і Центральну Азію.  
В Україні трапляється відносно зрідка, переважно розповсюджений у соснових лісах Полісся, однак із культурами сосни поширився і у інших природних зонах.